# Beta del Peix Volador
Beta del Peix Volador (β Volantis) és un estel en la constel·lació de Volans, el peix volador. És la més brillant de la seva constel·lació amb magnitud aparent +3,77, per davant de γ Volantis. Es troba a 108 anys llum de distància del Sistema Solar.
Beta del Peix Volador és una gegant taronja de tipus espectral K2III o K1III amb una temperatura superficial de 4540 K.
La seva lluminositat és 41 vegades major que la del Sol i el seu radi és 13 vegades major que el radi solar, característiques molt semblants a les de Wazn (β Columbae) o δ Muscae; ζ Volantis, en aquesta mateixa constel·lació, és un estel similar, encara que una mica menys freda. Beta Volantis està classificada com un possible estrella variable, rebent la denominació SV ZI 707.
La observació de Beta del Peix Volador amb el satèl·lit d'infrarojos WIRE ha permès estimar la seva massa, utilitzant mètodes astrosísmicos, en 1,62 masses solars; en principi, l'estimació de la massa d'estels gegants és més precisa amb aquesta metodologia que amb l'emprada tradicionalment, basada en la situació de l'estel en el diagrama de Hertzsprung-Russell.